# Corynoptera bournei
Corynoptera bournei là một ruồi trong họ Sciaridae, thuộc chi Corynoptera. Loài này được Shaw miêu tả khoa học đầu tiên năm 1941.